# Ulla Salzgeber
Ulla Salzgeber (Oberhausen, 5 de agosto de 1958) é uma adestradora  alemã, bicampeã olímpica. 

## Carreira
Ulla Salzgeber representou seu país nos Jogos Olímpicos de 2000 e 2004, na qual conquistou a medalha de ouro no  adestramento por equipes em 2000 e 2004. 

## Ligações Externas
Sitio Oficial